# Hide-diszkográfia
hide japán gitáros és énekes életében mindössze két nagylemezt jelentetett meg, diszkográfiájának nagyobbik része 1998 májusában bekövetkezett halálát követően jelent meg. Lemezeiből összesen több mint 6,6 millió példány fogyott.

## Stúdióalbumok
| Év   | Adatok                                                         | Oricon -helyezés | Eladás    | RIAJ-minősítés    |
| ---- | -------------------------------------------------------------- | ---------------- | --------- | ----------------- |
| 1994 | Hide Your Face - Kiadás: 1994. február 23. - Kiadó: MCA Victor | 9                | 400 000+  | platina           |
| 1996 | Psyence - Kiadás: 1996. szeptember 2. - Kiadó: MCA Victor      | 1                | 400 000+  | platina           |
| 1998 | Ja, Zoo - Kiadás: 1998. november 21. - Kiadó: Universal Victor | 2                | 1 millió+ | milliós elismerés |

## Koncertalbumok
| Év   | Adatok                                                                            | Oricon -helyezés |
| ---- | --------------------------------------------------------------------------------- | ---------------- |
| 2008 | Psyence a Go Go - Kiadás: 2008. március 19. - Kiadó: Universal Music Group        | 18               |
| 2008 | Hide Our Psychommunity - Kiadás: 2008. április 23. - Kiadó: Universal Music Group | 25               |

## Válogatásalbumok
| Év   | Adatok | Oricon -helyezés | Eladás   | RIAJ-minősítés |
| ---- | --- | ---------------- | -------- | -------------- |
| 2000 | Best: Psychommunity - Kiadás: 2000. március 2. - Kiadó: Universal Victor                                                                                   | 1                | 800 000+ | dupla platina  |
| 2002 | Singles: Junk Story - Kiadás: 2002. július 24. - Kiadó: Universal Music Group                                                                              | 3                |          |                |
| 2004 | King of Psyborg Rock Star - Kiadás: 2004. április 28. - Kiadó: Universal Music Group                                                                       | 7                |          |                |
| 2005 | Perfect Single Box - Kiadás: 2005. szeptember 21. - Kiadó: Universal Music Group                                                                           | –                |          |                |
| 2008 | Singles + Psyborg Rock iTunes Special!! - Kiadás: 2008. február 6. - digitális megjelenés                                                                  | –                |          |                |
| 2009 | We Love hide: The Best in The World - Kiadás: 2009. április 29. - Kiadó: Universal Music Group                                                             | 7                |          |                |
| 2011 | "Musical Number": Rock Musical Pink Spider ("Musical Number"～ROCKミュージカル ピンクスパイダー) - Kiadás: 2011. március 2. - Kiadó: Universal Music Group | 100              |          |                |
| 2014 | Co Gal (子 ギャル) - Kiadás: 2014. december 10. - Kiadó: Universal Music Group                                                                             | 2                |          |                |

## Tribute albumok és remixek
| Év   | Adatok | Oricon -helyezés |
| ---- | --- | ---------------- |
| 1997 | Tune Up - Kiadás: 1997. június 21. - Kiadó: MCA Victor                                                               | 21               |
| 1999 | Tribute Spirits - Kiadás: 1999. május 1. - Kiadó: Pony Canyon - Eladás: 783 760                                      | –                |
| 2002 | Psy-Clone - Kiadás: 2002. május 22. - Kiadó: Polydor                                                                 | 14               |
| 2013 | Tribute II: Visual Spirits - Kiadás: 2013. július 3. - Kiadó: Tokuma Japan Communications                            | –                |
| 2013 | Tribute III: Visual Spirits - Kiadás: 2013. július 3. - Kiadó: Tokuma Japan Communications                           | –                |
| 2013 | Tribute IV: Classical Spirits - Kiadás: 2013. augusztus 28. - Kiadó: Tokuma Japan Communications                     | –                |
| 2013 | Tribute V: Psyborg Rock Spirits: Club Psyence Mix - Kiadás: 2013. augusztus 28. - Kiadó: Tokuma Japan Communications | –                |
| 2013 | Tribute VI: Female Spirits - Kiadás: 2013. december 18. - Kiadó: Tokuma Japan Communications                         | –                |
| 2013 | Tribute VII: Rock Spirits - Kiadás: 2013. december 18. - Kiadó: Tokuma Japan Communications                          | –                |
| 2018 | Tribute Impulse - Kiadás: 2018. június 6. - Kiadó: Universal Music Group                                             | –                |

## Kislemezek
| Év   | Adatok                                                                               | Oricon -helyezés | Eladás                        | RIAJ-minősítés                    |
| ---- | ------------------------------------------------------------------------------------ | ---------------- | ----------------------------- | --------------------------------- |
| 1993 | Eyes Love You - Kiadás: 1993. augusztus 5. - Kiadó: MCA Victor                       | 3                | 200 000+                      | aranylemez                        |
| 1993 | 50% & 50% - Kiadás: 1993. augusztus 5. - Kiadó: MCA Victor                           | 6                | 200 000+                      | aranylemez                        |
| 1994 | Dice - Kiadás: 1994. január 21. - Kiadó: MCA Victor                                  | 6                | 200 000+                      | aranylemez                        |
| 1994 | Tell Me - Kiadás: 1994. március 24. Újrakiadás: 2000. január 19. - Kiadó: MCA Victor | 4 2              | 200 000+ Újrakiadás: 200 000+ | aranylemez Újrakiadás: aranylemez |
| 1996 | Misery - Kiadás: 1996. június 24. - Kiadó: Universal Victor                          | 3                | 200 000+                      | aranylemez                        |
| 1996 | Beauty & Stupid - Kiadás: 1996. augusztus 12. - Kiadó: Universal Victor              | 4                | 200 000+                      | aranylemez                        |
| 1996 | Hi-Ho/Good Bye - Kiadás: 1996. december 18. - Kiadó: Universal Victor                | 8                |                               |                                   |
| 1998 | Rocket Dive - Kiadás: 1998. január 28. - Kiadó: Universal Victor                     | 4                | 400 000+                      | platina                           |
| 1998 | Pink Spider (ピンク スパイダー) - Kiadás: 1998. május 13. - Kiadó: Universal Victor  | 1                | 1 millió+                     | milliós elismerés                 |
| 1998 | Ever Free - Kiadás: 1998. május 27. - Kiadó: Universal Victor                        | 1                | 800 000+                      | dupla platina                     |
| 1998 | Hurry Go Round - Kiadás: 1998. november 21. - Kiadó: Universal Victor                | 2                | 400 000+                      | platina                           |
| 2002 | In Motion - Kiadás: 2002. július 10. - Kiadó: Universal J                            | 4                |                               |                                   |

## VHS / DVD
- Seth et Holth, művészfilm (1993. szeptember 29.)
- A Souvenir (VHS: 1994. március 24., DVD: 2001. április 4. A Souvenir + Tell Me címen)
- Film the Psychommunity Reel.1 (VHS: 1994. október 21., DVD: 2001. április 4., Blu-ray: 2016. szeptember 28.)
- Film the Psychommunity Reel.2 (VHS: 1994. november 23., DVD: 2001. április 4., Blu-ray: 2016. szeptember 28.)
- X'mas Present (1994. december 24.)
- Lemoned Collected By hide (1996. május 22.)
- Ugly Pink Machine File 1 Official Data File [Psyence A Go Go In Tokyo] (VHS: 1997. február 26., DVD: 2000. október 18., Blu-ray: 2016. szeptember 28.)
- Ugly Pink Machine File 1 Unofficial Data File [Psyence A Go Go 1996] (VHS: 1997. március 26., 2000. október 18., Blu-ray: 2016. szeptember 28.)
- Seven Clips (VHS: 1997. június 21., DVD: 2000. október 18. Seven Clips + Hurry Go Round címmel)
- hide presents Mix Lemoned Jelly (VHS: 1997. augusztus 21., DVD: 2003. július 20.)
- Top Secret X'mas Present '97 (1997. december 24.)
- His Invincible Deluge Evidence (VHS: 1998. július 17., DVD: 2000. július 20.)
- A Story 1998 hide Last Works (1999. december 8.)
- Alivest Perfect Stage ＜1,000,000 Cuts hide!hide!hide!＞ (2000. december 13.)
- Seventeen Clips: Perfect Clips (2001. május 3.)
- hide with Spread Beaver Appear!! "1998 Tribal Ja, Zoo" (2005. szeptember 21.)
- Alive! (DVD: 2008. december 3., Blu-ray: 2016. szeptember 28.)
- We Love hide: The Clips (DVD: 2009. december 2., Blu-ray: 2016. szeptember 28.)
- hide 50th Anniversary Film: Junk Story (bemutató: 2015. május 23, DVD/Blu-ray: 2015. december 11.)
- hide 3D Live Movie "Psyence a Go Go": 20 Years from 1996 (bemutató: 2016. október 25., DVD/Blu-ray: 2017. január 25.)
- Hurry Go Round (bemutató: 2018. május 26.)[20]
- Tell Me: Hide to mita kesiki (TELL ME ～hideと見た景色～?) (játékfilm, 2022)

## További kiadványok
az X Japan-nel
a Zilch-csel
- 3.2.1. (1998. július 23.)
- Bastard Eyes (1999. július 7.)

a M*A*S*S-szel
- Dance 2 Noise 004 (1993. január 21., Frozen Bug)

a Saver Tigerrel
- Saber Tiger (1985 július)
- Heavy Metal Force III (1985. november 7, Vampire)
- Devil Must Be Driven out with Devil (1986, Dead Angle and Emergency Express)
- Origin of hide Vol. 1 (2001. február 21., válogatásalbum)
- Origin of hide Vol. 2 (2001. február 21., válogatásalbum)
- Origin of hide Vol. 3 (2001. február 21., VHS)